# 4610 Kájov
A 4610 Kajov (ideiglenes jelöléssel 1989 FO) a Naprendszer kisbolygóövében található aszteroida. Antonín Mrkos fedezte fel 1989. március 26-án.